# Vysoká nad Kysucou
Vysoká nad Kysucou é um município da Eslováquia, situado no distrito de Čadca, na região de Žilina. Tem 43,87 km² de área e sua população em 2018 foi estimada em 2.645 habitantes.

## Demografia
| Ano:        | 1994 | 2004   | 2014   | 2024    |
| ----------- | ---- | ------ | ------ | ------- |
| Broj ljudi: | 3152 | 2984   | 2709   | 2437    |
| Razlika:    |      | -5,32% | -9,21% | -10,04% |

| Ano:               | 2023 | 2024   |
| ------------------ | ---- | ------ |
| Número de pessoas: | 2487 | 2437   |
| Diferença:         |      | -2,01% |